# 6-Амил-α-пирон
6-Амил-α-пирон, также 6-пентил-2-пирон или 6PP, представляет собой молекулу ненасыщенного лактона. Он содержит две двойные связи в кольце и пентильный заместитель при атоме углерода, примыкающем к кислороду кольца. Это бесцветная жидкость с характерным кокосовым ароматом, биологически вырабатываемая видами Триходерма. Он содержится в продуктах животного происхождения, персике (Prunus persica) и жареной говядине.

Формула 6-Amyl-alpha-pyrone

## Реактивность
Химически 6PP превращается в линейный кетон через раскрытие цикла и декарбоксилирование в присутствии воды, которая впоследствии подвергается реакции альдольной конденсации, катализируемой твердыми основаниями, с образованием предшественника углеводорода C14/C15. При нагревании в присутствии катализатора Pd/C с муравьиной кислотой двойные связи 6PP восстанавливаются с образованием ароматизирующего соединения δ-декалактона.